# Hamba bisulca
Hamba bisulca är en insektsart som beskrevs av Chen, Yang och Wilson 1989. Hamba bisulca ingår i släktet Hamba och familjen vedstritar. Inga underarter finns listade i Catalogue of Life.